# 아비키역
아비키역(일본어: 網引駅)은 일본 효고현 가사이시에 위치한 호조 철도 호조 선의 철도역이다. 봉사 역장에 의한 "절리회 교실"이 개최된다. 매달 2,4째주 월요일 10:00 ~ 13:00이다.

## 역사
- 1915년 3월 3일: 반슈 철도 아오 ~ 기타호조 역 구간 개통과 동시에 영업 개시, 여객 및 화물의 취급 시작.
- 1945년 3월 31일: 본 역 서북부의 우즈노아키 비행장에서 시험 비행을 하던 일본 해군의 전투기 "가와니시 N1K"가 홋케구치 역 사이의 선로를 스치고 불시착으로 인하여 선로가 뒤틀리고 회복기에 통과한 상행 열차가 전복됨. 사망자 11명, 부상자 104명의 대재앙 발생.
- 1962년 3월 1일: 화물 취급 폐지.
- 1984년 6월: 방화에 의한 역사 소실.
- 1985년 4월 1일: 호조 철도의 역이 됨.
- 2003년 8월 8일: "열차 전복 사고 난 땅"이라고 쓴 위령 간판을 역에 설치.
- 2013년 2월 19일: 1984년 6월의 방화로 소실된 역사 재건.

## 역 구조
단선 승강장 1면 1선의 지상역이다. 승강장은 선로의 북쪽에 두고 있다. 현역사는 2013년 2월 19일에 재건된 것이다. 도로에서 턱은 없다.
역전에는 큰 은행나무가 있어 가사이 시의 "고향 나무"로 지정 받고 있다는 팻말이 내걸려 있다. 또한, 역의 북쪽, 다하라 방향에 "열차 전복 사고 난 땅"의 비가 건립되어 있다. 역의 다와라 방향에는 아비키 제4건널목이 있고 역 남쪽으로 빠질 수 있다.
구역사는 1984년 6월 방화로 소실되었으나 앞에 서술된 바와 같이, 2013년 2월 19일에 재건되었다. 신역사 내에서는 봉사 역장에 의한 "절리회 교실", "철도 상품"의 판매 지역 주민과의 교류를 넓히는 쉼터로 활용되고 있으며 동시에 역 주변은 하리마 중앙 자전거 여행 간점 휴게소로 최신식 다목적 화장실, 주차장, 주차장 화단이 정비되어 있다.

## 역 주변
가코 강의 지류인 시모 강과 만간지 강이 역 남쪽에서 합류한다.
- 가사이미나미 산업단지

## 인접역
| 호조 철도 호조 선 | 호조 철도 호조 선 | 호조 철도 호조 선    |
| ----------------- | ----------------- | -------------------- |
| 아오 아오 방면    |                   | 다하라 호조마치 방면 |